# Franz von Walsegg
Franz von Walsegg o Wallsegg (17 de gener de 1763 - 11 de novembre de 1827), també conegut com el comte Franz von Walsegg, va ser un aristòcrata i francmaçó austríac, que suposadament va encarregar el cèlebre Rèquiem en re menor de Wolfgang Amadeus Mozart.

## Biografia
Residia al castell de Walsegg, situat prop de Gloggnitz, quan el comte Walsegg envià el juliol de 1791 un missatger secret a Mozart, demanant-li que escrivís una missa de rèquiem. El comte sembla que era músic afeccionat, tenia el costum d'encarregar obres de compositors coneguts, fent-les passar com si fossin seves en els concerts privats que s'executaven al seu castell. Walsegg va encarregar i va dirigir el rèquiem (com si es tractés de la seva pròpia composició) el 14 de desembre de 1793, en memòria de la seva jove esposa, Anna, que morí el 14 de febrer de 1791 als vint anys. El comte Walsegg, tenia 28 anys en el moment que morí la seva esposa i mai més es va tornar a casar, quedà pregonament afligit i va construir un mausoleu per a ella al voltant dels jardins del seu castell.
Malgrat que Mozart morí abans de completar el seu rèquiem, la seva esposa (a causa de la seva delicada situació econòmica) va demanar a un dels alumnes de Mozart, Franz Xaver Süssmayr, que l'acabés amb la finalitat d'obtenir la resta de la quantitat de diners que Walsegg havia promès.
El comte Franz von Walsegg de vegades de forma errònia és conegut com el comte Walsegg-Stuppach (“Stuppach” és només un topònim).